# ورم ظهاري شعري ليفي
الورم الظهاري الشعري الليفي (بالإنجليزية: Desmoplastic trichoepithelioma)‏ هو حالة جلدية تمتاز بوجود آفة جلدية منفردة صلبة تظهر على الوجه.:672
يعد الورم الظهاري الشعري الليفي ورما حميدا يمكن علاجه بإزالته جراحيا والتجفيف الكهربائي والكحت [الإنجليزية].